# Distretto di Wugu
Il distretto di Wugu (五股區S, Wǔgǔ QūP) è un distretto della municipalità di Nuova Taipei, situata a Taiwan.